# Bichaur
Bichaur (en népalais : बिचौर) est un comité de développement villageois du Népal situé dans le district de Lamjung. Au recensement de 2011, il comptait 2 087 habitants.